# Amelie Posse-Brázdová
Amelie Posse-Brázdová (11. února 1884, ve Stockholmu, Švédsko – 3. března 1957 tamtéž) byla švédská spisovatelka, známá také pro svůj boj proti nacismu během druhé světové války.

## Život
Byla dcerou hraběte Fredrika Arvidssona Posse a Audy Gunhildy Wennerbergové. Už od dětství měla sklony k umělecké činnosti, konkrétně k hudbě, malířství i literatuře. Svůj hudební a výtvarný talent rozvíjela v Kodani, kam ji rodina odeslala za vzděláním.
V letech 1904–1912 byla manželkou kriminálního psychologa Andrease Bjerreho.
Roku 1915 se provdala za českého umělce Oskara Brázdu (1887–1977), s nímž měla syny Bohuslava Brázdu (1916–1991), jenž byl pilotem RAF, a výtvarníka Jana Brázdu (1917–2012).
Udržovala i mimomanželské vztahy s ženami. Měla vztah s Elisabeth Thiele, později udržovala vztah také s polskou malířkou Het Kwiatkowskou.
Během svého druhého manželství žila asi 7 let ve Vatikánu, poté v Československu na panství Líčkov. Proslavila se jako demokratka a pacifistka a byla přítelkyní prezidenta Tomáše Garrigue Masaryka. V roce 1938 se vrátila do Švédska poté, co gestapo vydalo příkaz k jejímu zatčení. Z rodné země pomáhala českým uprchlíkům, kteří byli na útěku před nacismem.
Roku 1940 se ve Stockholmu stala spoluzakladatelkou klubu Tisdagsklubben („The Tuesday Club“). Formálně šlo o diskusní klub o kultuře, ale jeho skutečným účelem bylo působení proti expanzi nacismu ve Švédsku. Klub byl slavnostně otevřen ve stejný den, kdy nacistické Německo započalo okupaci Norska, tedy 9. dubna 1940. Tisdagsklubben měl být využit jako centrum švédského hnutí odporu v případě, že by totéž potkalo Švédsko. Amelie Posse byla, stejně jako ostatní členové klubu, uvedena v německých záznamech jako „nedůvěryhodná“.
Po válce se do Československa vracela, po roce 1948 také jako novinářka. Spolupracovala tehdy mj. s Miladou Horákovou, kterou se snažila podobně jako dříve Edvarda Beneše přemluvit k emigraci. Zemi opustila, když se dozvěděla o zatykači na její jméno.
Malé muzeum připomínající Amelii Posse lze nalézt v Örenäs Slott poblíž jejího domova v dětství (dnes zbořeného) nedaleko Landskrony v jižním Švédsku.